# Hlinka
Hlinka (németül:  Glemkau ) község Csehországban, Bruntáli járásban. Hlinka Osoblaha, Slezské Pavlovice és Dívčí Hrad településekkel határos. Lakosainak száma 202 fő (2024. január 1.).

## Népesség
A település lakosságának változását az alábbi diagram mutatja:
| Lakosok száma | 574  | 557  | 463  | 240  | 266  | 236  | 183  | 180  | 203  | 202  |
|               | 1869 | 1890 | 1921 | 1950 | 1980 | 2001 | 2017 | 2019 | 2022 | 2024 |